# Entoloma holoconiotum
Espèce
Synonymes
- Nolanea holoconiota  Largent & Thiers, 1972

Entoloma holoconiotum est une espèce de champignons basidiomycètes du genre Entoloma de la famille des Entolomataceae.

## Synonyme
- Nolanea holoconiota Largent & Thiers, 1972[1] (Basionyme).